# NGC 125
NGC 125 é uma galáxia espiral (S0-a) localizada na direcção da constelação de Pisces. Possui uma declinação de +02° 50' 19" e uma ascensão recta de 0 horas, 28 minutos e 50,3 segundos.
A galáxia NGC 125 foi descoberta em 25 de Dezembro de 1790 por William Herschel.